# Gesetz der spezifischen Sinnesenergien
Im Jahr 1826 formulierte der Physiologe Johannes Peter Müller das Gesetz der spezifischen Sinnesenergien, in dem er beschrieb, dass nicht der äußere Reiz die Qualität der Wahrnehmung bestimmt, sondern nur die Eigenart des gereizten Sinnesorgans. Diese ist die qualitativ spezifische Sinnesmodalität der gereizten Sensoren.  
Wie im 19. Jahrhundert üblich, fußt auch diese Arbeit ein gutes Stück weit in der Philosophie, so bereits in Vorstellungen von Aristoteles und des griechischen Naturphilosophen Empedokles über die Auffassung, dass jedem Wahrnehmungsorgan ein bestimmter Wahrnehmungsbereich zugeordnet ist. Aus diesem Ansatz rührt auch der Begriff Sinnesenergie, mit dem Müller die spezifischen anatomischen und physiologischen Eigenschaften des beschriebenen Sinnes umschrieb.
Experimentell wies Müller nach, wie verschiedene Reize beispielsweise auf den Sehnerv wirken.    
Auf diese Arbeit baute später auch Hermann von Helmholtz auf, der selbst Schüler von Müller war.